# Martin Mann
Martin Mann, bürgerlich Mario Löprich, (* 10. März 1944 in Wien) ist ein deutscher Schlagersänger, Komponist, Texter und Produzent.

## Leben
Martin Mann wuchs in Wiesbaden auf. Seine Eltern waren als Tanzpaar Die zwei Prixis bekannt. Nach der Schule studierte er Musik am Konservatorium in Wiesbaden. Ferner machte er eine Schauspiel- und Tanzausbildung. Der Sänger und Produzent Michael Holm entdeckte ihn als Sänger und produzierte mit ihm Anfang der 1970er Jahre einige Hits. Sein größter Erfolg hieß Meilenweit (1971). Bis Ende der 1990er Jahre nahm Martin Mann Titel auf und war Gast in diversen Musiksendungen des Fernsehens, darunter auch mehrmals in der ZDF-Hitparade.
1981 nahm er am deutschen Vorentscheid zum Eurovision Song Contest teil. Mit dem Titel Boogie Woogie erreichte er den dritten Platz.
Neben seiner Gesangskarriere komponierte Mann auch Schlager für seine Kollegen, darunter für Michael Holm, Jürgen Marcus, Nicole, Wind, Roland Kaiser, Veronika Fischer, Rex Gildo, Chris Roberts, Roberto Blanco, Die Klostertaler, Gaby Albrecht, Wencke Myhre, Flippers, Ingrid Peters, Tony Marshall, Rosanna Rocci, Marianne & Michael und viele andere.

## Ehrungen
- Goldene Europa
- Platin-Schallplatte als Komponist für Roland Kaiser
- Goldene Schallplatte für seine Mitwirkung als Sänger auf dem Guildo-Horn-Album „Danke“
- Goldener „Nürnberger Trichter“-Auszeichnung für Lebenswerk

## Diskografie

### Alben
- Live Im Studio (1971)
- Das Leben ist schön (1973)
- ...auf neuen Wegen (1977)
- Mann – er kommt! (1999)
- Meilenweit (Kompilation, 2002)

### Singles
- Cecilia / Das ist die Ruhe vor dem Sturm (1970)
- Meilenweit / Das gewisse Etwas (1971)
- Die Brücke von San Francisco / Junge Liebe (1972)
- Heut’ woll’n wir leben / Das Leben ist schön (1972)
- Bind ein blaues Band um unsern Birkenbaum / Reich mir die Hand (1973)
- Rab-Da-Da-Dab / Goodbye Marie (1973)
- Strohblumen (Sunflower) / Ich glaube dir (1977)
- Die Welt / Gegen das Gesetz (1979)
- Lass doch mal den Charly ran / Ein heißes Eisen (1980)
- Memories / Wenn du bleibst (1980)
- Weil ich dich nicht liebe / Mach dir keine Sorgen (1991)
- Heut’ woll’n wir leben / Das Leben ist schön
- Mädchen komm ganz nah an meine grüne Seite / Barbara
- Boogie Woogie / Wiederseh’n, Adios, Bye Bye (1981)
- Weil sie noch nicht mal 16 war / Des Rockers Leid (1977)
- Mädchen zieh deine Schuhe aus / Du kannst bei mir wohnen
- Küssen am hellichten Tag / Komm in die Stadt
- Ich will keine Braut, die mir meine Freiheit klaut / Zwischen 2 Feuern
- 1-1-8 / Die Stadt im Regen
- Mein Brief an Julie (Julie do you love me) / Mehr und mehr
- Ich bin bereit